# ヴィクター・ボニフェイス
ヴィクター・オコー・ボニフェイス（Victor Okoh Boniface、2000年12月23日 - ）は、ナイジェリア・アクレ出身のサッカー選手。ブンデスリーガ・バイエル・レバークーゼン所属。ナイジェリア代表。ポジションはフォワード。

## クラブ経歴
2019年3月4日、ナイジェリアのレアル・サファイアFCからノルウェーのFKボデ/グリムトへ移籍した。
2022年8月8日、ロイヤル・ユニオン・サン＝ジロワーズへ移籍し、4年契約を結んだ。2022-23シーズンのUEFAヨーロッパリーグでは大会通算6得点を挙げ、大会得点王に輝いた。
2023年7月22日、5年契約でバイエル・レバークーゼンに移籍した。

## 代表経歴
2023年9月10日、アフリカネイションズカップ2023予選のサントメ・プリンシペ代表戦でA代表初出場。

## タイトル

### クラブ
ボデ/グリムト
- エリテセリエン: 2020, 2021

バイエル・レバークーゼン
- ブンデスリーガ: 2023-24
- DFBポカール:2023-24

### 個人
- UEFAヨーロッパリーグ得点王: 2022-23